# Крупиниця
Крупиниця (словац. Krupinica) — річка в Словаччині, права притока Іпеля, протікає в округах Зволен, Крупіна та Левиці.
Довжина — 65.4 км; площа водозбору 551 км².
Витік знаходиться в масиві Явор'є на висоті 735 метрів біля села Плешовці. Впадають річки Бебрава; Бабінський потік; Бряч; Вайсов потік і Ялшовік.
Впадає у Іпель біля міста Шаги на висоті 121.5 метра.